# Arancel de los registradores (España)
La financiación de los registros de la propiedad y de los registros mercantiles en España se realiza íntegramente con cargo a los aranceles que abonan los usuarios del Registro.

## Asiento de presentación
De acuerdo con el  Número 1 del arancel publicado en el RD 1427/1989, de 17 de noviembre, por el asiento de presentación de cada título, cualquiera que sea el número de documentos complementarios que lo acompañen, ya se presenten al tiempo o dentro del plazo de vigencia del asiento de presentación, cualquiera que sea la clase y número de asientos que se pretendan, las fincas que comprenda y las notas complementarias que dé lugar el asiento de presentación, incluida, en su caso, la nota de suspensión o denegación del asiento solicitado 6,010121 euros.

## Asiento de inscripción

### Regla general
De acuerdo con el Número 2. Inscripciones:
| Valor de la finca o derecho | Arancel      | Por el exceso hasta | Tipo   |
| --------------------------- | ------------ | ------------------- | ------ |
| Hasta 6.010,12 €            | 24,040484 €  | 30.050,61 €         | 1,75 ‰ |
| Hasta 30.050,61 €           | 66,111342 €  | 60.101,21 €         | 1,25 ‰ |
| Hasta 60.101,21 €           | 103,674592 € | 150.253,03 €        | 0,75 ‰ |
| Hasta 150.253,03 €          | 171,288475 € | 601.012,10 €        | 0,30 ‰ |
| Hasta 601.012,10 €          | 306,516178 € | en adelante         | 0,20 ‰ |

En todo caso, el arancel global aplicable regulado en el número 2 del arancel no podrá superar los 2.181,673939 euros ni ser inferior a 24,040484 euros.

En todos los supuestos de este número se aplicará una rebaja del 5 por 100 del importe del arancel a percibir por el registrador de la propiedad. Esta rebaja también se llevará a cabo, en todo caso, en los supuestos previstos en los apartados siguientes de este número y con carácter adicional a los demás descuentos y rebajas previstos en la normativa vigente y sin que resulte de aplicación a la misma lo dispuesto en el apartado 6 de este número.

### Reglas especiales

#### Reducción al 75%
Al arancel se le aplica una reducción al 75 % en los préstamos con garantía hipotecaria.
45000

#### Reducción al 70%
Al arancel se le aplica una reducción al 70 % en:
- En las agrupaciones, segregaciones y divisiones de fincas. En las agrupaciones y agregaciones se tomará como base el valor de la finca resultante; en las segregaciones, el valor de la finca segregada, y en las divisiones, el valor de cada una de las fincas resultantes.

Los asientos que se practiquen en las folios de las fincas originarias no devengarán honorarios.
- En las primeras inscripciones de cada propiedad separada en los casos de propiedad horizontal u otros regímenes de comunidad.
- En la constitución y cancelación de hipotecas y condiciones resolutorias cuando tuvieren por finalidad garantizar el precio aplazado en las compraventas.
- En los asientos de conversión, tanto de inscripciones de posesión como de anotaciones preventivas por defecto subsanable.
- En los asientos practicados a consecuencia de rectificación de títulos ya inscritos, siempre que esta se solicite dentro de los tres meses siguientes a la fecha del asiento rectificado y no se modifique la titularidad de los derechos inscritos.

#### Bonificación al 50%
Los aranceles se bonificarán en un 50 por 100 cuando legalmente resulten obligadas al pago:
- Las Administraciones Públicas, comprendiendo la Autonómica, Provincial, Local o sus Organismo autónomos.
- Los partidos políticos y las organizaciones sindicales.

También se bonificarán al 50 % los derecho en los casos siguientes:
- Los préstamos para la rehabilitación protegida de viviendas existentes y del equipamiento comunitario primario.
- Las segundas o posteriores transmisiones de edificios y viviendas que hayan obtenido calificación o certificación de actuación protegible por reunir los requisitos exigidos en la normativa vigente.
- La subrogación, con o sin simultánea novación, y las novaciones modificativas de préstamos hipotecarios acogidas a la Ley 2/1994, de 30 de marzo, en cuanto al asiento de inscripción previsto en el último párrafo de los artículos 5 y 9 de la citada Ley. A estos efectos la nota marginal a que se refiere el c) párrafo 1 del mencionado artículo 5, tendrá la consideración de nota marginal de referencia. Para el cálculo de los honorarios se tomará como base la cifra del capital pendiente de amortizar en el momento de la subrogación, y en las novaciones modificativas la que resulte de aplicar al importe de la responsabilidad hipotecaria vigente el diferencial entre el interés del préstamo que se modifica y el interés nuevo.

#### Bonificación al 100%
Los aranceles se bonificarán en un 100 por 100 cuando legalmente resulten obligadas al pago:
- La Administración General del Estado, zona de dominio público. Art 29.9. Ley 37/2015, de 29 de septiembre, de carreteras.

#### Reglas complementarias
- Quedan además a salvo las exenciones o bonificaciones en materia de concentración parcelaria, Viviendas de Protección Oficial, explotaciones familiares y demás establecidas por Ley.
- Cuando en un mismo asiento concurriesen dos o más reducciones o bonificaciones de las señaladas en los apartados 1 y 2 anteriores, se aplicará de entre ellas la más favorable para el obligado al pago.
- En la inscripción del régimen de propiedad horizontal o de cualquier otro sistema de comunidad, no constituirá concepto minutable la existencia de estatutos o reglas especiales que configuren dicho régimen.

No obstante, cuando los estatutos o reglas especiales del régimen de propiedad horizontal o de comunidad se establecieren con posterioridad a la inscripción del título constitutivo de dicho régimen, se percibirán los derechos del número 2 de este Arancel, reducidos en un 70 por 100 de su impone y sobre la base de la suma de los valores de los elementos a que la modificación afecte.
Cuando las operaciones impliquen asientos en las folios separados ya abiertos, aquellas no darán lugar a concepto minutable.
- La desafectación de un elemento común devengará los derechos que correspondan por segregación o individualización como finca independiente sin considerar la repercusión que produzca en las demás cuotas.
- En las inscripciones de obras públicas en que haya de practicarse inscripción principal y otras de referencia, se cobrarán por aquella los derechos correspondientes según las escalas del número 2 del Arancel, y por cada una de las otras 6,010121 euros.

### Base
El Arancel se aplicará sobre los valores comprobados fiscalmente de los hechos, actos o negocios jurídicos, y, a falta de aquellos, sobre los consignados por las partes en el correspondiente documento.

Cuando no constaren dichos valores, por no exigirlo la naturaleza del hecho, acto o negocio jurídico celebrado, se fijarán por datos objetivos que consten documentados; o el valor registral de la finca o derecho; o el proporcional al comprobado de otras de análoga naturaleza y situación o el precio de tasación para subasta, si estuviese hipotecada. Las mimas reglas se aplicarán cuando los valores no estén individualizados sin que la suma de estos pueda ser superior al valor global declarado.

Cuando el documento se presente a inscripción después de transcurridos diez años desde su otorgamiento, el Arancel se aplicará sobre el valor declarado, corregido por el coeficiente de actualización del valor de adquisición de los bienes establecidos por la legislación del Impuesto sobre la Renta a efectos de incrementos patrimoniales.

### Reglas especiales

#### Hipotecas
Debido a la interpretación extensiva y errónea que la Dirección General de los Registros y del Notariado ha efectuado en numerosas resoluciones de dos normas que se aprobaron en 2012: Primero, el Real Decreto-Ley 18/2012 de 11-5-2018 y posteriormente, la Ley 8/2012 de 30-10-2012 de saneamiento y venta de los activos inmobiliarios del sector financiero (que deroga el Real Decreto-Ley 18/2012), los registradores han estado aplicando:
En los supuestos de novación, subrogación o cancelación de hipoteca, incluso cuando previamente deba hacerse constar el traspaso de activos financieros o inmobiliarios como consecuencia de operaciones de saneamiento y reestructuración de entidades financieras, las inscripciones que se practiquen solo devengarán los honorarios establecidos en el número 2.2. del arancel de los registradores, correspondientes a la novación, subrogación o cancelación, tomando como base el capital inscrito, reducido al 60 por ciento, con un mínimo de 24 euros.
Frente a la interpretación de la Dirección General de los Registros y del Notariado, aparecieron sentencias como las de la Sala de lo Contencioso-Administrativo del Tribunal Superior de Justicia de Asturias de 23-10-2017 y de  Madrid de 13-5-2016, 10-2-2017,  28-3-2017 y 12-3-2018 que determinaban que la Disposición Adicional 2ª de la Ley 8/2012 solo era aplicable a las novaciones, subrogaciones y cancelaciones de hipotecas realizadas dentro de un proceso de saneamiento o reestructuración de una entidad de crédito pero no a aquellas de carácter ordinario instadas por un ciudadano.
A pesar de esas sentencias, la indicada Dirección General de los Registros y del Notariado seguía manteniendo su interpretación y los notarios y registradores seguían confeccionando sus facturas conforme a ella hasta que en el mes de junio-2018 el Tribunal Supremo ha resuelto la controversia con dos sentencias dictadas el 4-6-2018  y el 18-6-2018 en las que ha determinado, en contra del criterio mantenido hasta ahora por la Dirección General de los Registros y del Notariado, que el contenido de la Disposición Adicional 2ª de la Ley 8/2012 solo es aplicable a las novaciones, subrogaciones y cancelaciones de hipotecas llevadas a cabo en operaciones de saneamiento y reestructuración financiera, pero no resulta aplicable en los supuestos ordinarios en los que la novación, subrogación o cancelación de hipoteca se realiza a instancias del ciudadano asumiendo éste los costes, porque esos casos nada tienen que ver con el proceso de saneamiento o reestructuración de una entidad de crédito, siendo aplicable en esos supuestos el apartado número 2.1 g) del arancel registral aprobado por Real Decreto 1427/1989 para las facturas del registro de la propiedad y el apartado 1.1 f) del arancel notarial aprobado por Real Decreto 1426/1989.

#### Proindiviso
Para la regulación de derechos en las inscripciones y anotaciones en los casos de pro indiviso, se distribuirá el valor total de las fincas o derechos objeto de la adquisición entre los distintos partícipes en proporción a su respectivo haber, aplicando a cada una de las participaciones los derechos que correspondan, y sin que en ningún caso pueda exceder el total de los derechos el 1 por 100 del valor de la finca o derecho.

En las adquisiciones efectuadas por personas casadas en régimen de gananciales o cualquier otro de comunidad matrimonial, se tomará como única base el valor total de la finca o derecho adquirido.

#### Anotaciones de embargo
Para la regulación de los derechos devengados en las anotaciones de embargo se atendrán los Registradores de la Propiedad al importe de la suma por la que se libre el mandamiento cuando el valor de la finca o derecho real anotado alcanzare a cubrir dicha suma, y, si no alcanzare, se ajustarán para este efecto al valor de la finca o derecho real sobre el que recaiga la anotación.

Siendo varias las fincas embargadas de un mismo Registro, se distribuirá la citada suma entre las mismas al efecto exclusivo de regular los derechos del Registrador.

### Presentación en registro distinto
En el caso de presentación de documentos en Registro distinto del competente, en los supuestos que estuviera autorizado, sin perjuicio de los derechos correspondientes al asiento de presentación que deba percibir el Registrador de destino, el Registrador de origen percibirá por las operaciones inherentes a su actuación los derechos del número 1, a los que se añadirá, en concepto de suplido, el coste de envío.

### Obligaciones formales
El impone de los derechos devengados, la base tenida en cuerna para su cálculo y los números del Arancel aplicados se hará constar al pie del título registrado, al final de la certificación o nota informativa, en su caso, y tras la nota de despacho que se hubiere practicado en el libro Diario.

Los Registradores entregarán el original de la minuta al interesado y conservarán una copia de la misma.

Contenido de la minuta:
- Suplidos, conceptos, bases y números del arancel
- Conceptos por los que se hayan devengado derechos arancelarios, con expresión individualizada del número y apartado de arancel aplicado.
- El concepto minutable.
- La aplicación o no, de rebajas de acuerdo con las normas aplicables al caso.
- La aplicación o no, de bonificaciones o reducciones de cualquier clase.disposición adicional octava del Real Decreto-ley 8/2010, de 20 de mayo, DA 8.ª

El modelo de minuta será uniforme para todos los Registros y será aprobado por Resolución de la Dirección General de los Registros y del Notariado.